# Atanas Atanasov (voetballer, 1969)
Atanas Atanasov (Bulgaars : Атанас Атанасов) (Varna, 16 maart 1969) is een voormalig Bulgaars voetballer en voetbalcoach.

## Loopbaan
Atanasov begon in jeugd voetballen bij Spartak Varna waarna hij ging in prof voetballen. In 1994 tot met 1996 ging hij bij PFK Montana spelen. Hij speelde zijn laatste jaren bij FK Volov Sjoemen.
Op 20 april 2017 werd hij aangekondigd als manager van Montana. Hij kon zijn team niet redden van degradatie omdat PFK Montana werd in de finale degradatie playoff uitgeschakeld door Septemvri Sofia. Hij verliet de club in juni 2017.